# Sovramonte
Sovramonte är en kommun i provinsen Belluno i regionen Veneto i Italien. Kommunen hade 1 400 invånare (2018).